# Raymond Breton
Raymond Breton OP (Geburtsname: Guillaume Breton, * 3. September 1609 in Beaune, Frankreich; † 8. Januar 1679 in Caen) war ein französischer dominikanischer Missionar und Linguist bei den karibischen Ureinwohnern, speziell bei den Garifuna („Black Caribs“ oder „Callinago“ in der Selbstbezeichnung).

## Leben
Guillaume Breton trat am 10. Januar 1627, im Alter von siebzehn Jahren, dem Dominikanerorden bei und erhielt den Ordensnamen Raymond. Im selben Jahr wurde er in das Kloster St. Jacques in Paris gesandt, um dort seine klassische Bildung zu erhalten und Philosophie und Theologie zu studieren. Nach seinem Abschluss segelte er 1635 mit drei Ordensbrüdern zu den französischen Westindischen Inseln und war einer der ersten Europäer, die auf Guadeloupe lebten.
Breton widmete fast zwanzig Jahre der Mission auf den Antillen. Von 1641 bis 1651 lebte er auf Dominica, wo er bei den Kariben lebte. Allerdings zog er von Insel zu Insel, wo er die Ureinwohner in ihrer eigenen Sprache unterrichtete und evangelisiserte. Dadurch wurde er auch zum Spezialisten für die unterschiedlichen Varianten der Karibensprachen. Laut Bretons eigenem Bericht kam er auch nach St. Vincent, blieb aber nicht auf der Insel, weil die Kariben vor Ort vorher zwei Missionare getötet hatten.
1654 kehrte er nach Frankreich zurück und bereitete junge Priester auf die Aufgaben als Missionare auf den Westindischen Inseln vor.

## Werke
- Petit catéchisme traduit en la langue des Caraïbes insulaires. Auxerre, 1664. (Digitalisat)
- Dictionnaire caraïbe-français. Auxerre 1665 (Wörterbuch Französisch-Carib-/Carib-Französisch).[6]
- Grammaire caraïbe, 1667.

Auf Bitten des Generalsuperiors verfasste er auch eine Geschichte der ersten fünf Jahre der Missionsarbeit unter den Kariben:
- Relatio Gestorum a primis Praedicatorum missionariis in insulis Americanis ditionis gallicae praesertim apud Indos indigenas quos Caribes vulgo dicunt ab anno 1634 ad annum 1643 (MSS).